# Географія Азербайджану
Азербайджан — західноазійська країна, що знаходиться на крайньому заході континенту, на межі між Азією та Європою . Загальна площа країни 86 600 км² (113-те місце у світі), з яких на суходіл припадає 82 629 км², а на поверхню внутрішніх вод — 3 971 км². Площа країни у 3 рази більша за площу Одеської області України. 

## Назва
Офіційна назва — Республіка Азербайджан, Азербайджан (Azarbaycan Respublikasi, Azarbaycan). Назва країни Азербайджан означає — земля вогнів, або країна вічного вогню, що може бути пов'язано із зороастрийськими храмами вогню в цьому регіоні. В античних грецьких і римських джерелах країна зветься Атропатеною. Існує версія, що назва країни походить з класичної перс. آذربایجان та виводиться від імені останнього ахеменідського сатрапа Мідії Атропата, який уперше в 320 році до нашої ери створив у північній частині Мідії незалежну державу. Топонім Атурпатакан утворений за допомогою середньоперського патронімічного суфікса -акан від власного імені Атурпат, що також означає захищений (святим) вогнем. Після завоювання Ірану Арабським халіфатом у VII столітті–VIII столітті, топонім Атурпатакан під впливом арабської мови трансформувався в Адарбайджан (араб. آذربایجان).
Існує також теорія, що Азербайджан є отюрченою формою зарабізованої версії перського топоніма Âzarâbâdagân (Азар — вогонь; âbâdag — місце відправлення культу і суфікс множини), або країна вічного вогню, що може бути пов'язано із зороастрійськими храмами вогню в цьому регіоні.

## Географічне положення
Азербайджан — західноазійська країна, що межує з п'ятьма іншими країнами: на заході — з Вірменією (спільний кордон — 996 км) і Грузією (428 км), на півдні — з Іраном (689 км), на півночі — з Російською Федерацією (338 км), на південному заході (Нахічевань) — з Туреччиною (17 км). Загальна довжина державного кордону — 2468 км. Країна не має виходу до вод Світового океану, на сході омивається водами внутрішнього Каспійського моря. Довжина узбережжя внутрішнього Каспійського моря — 713 км.

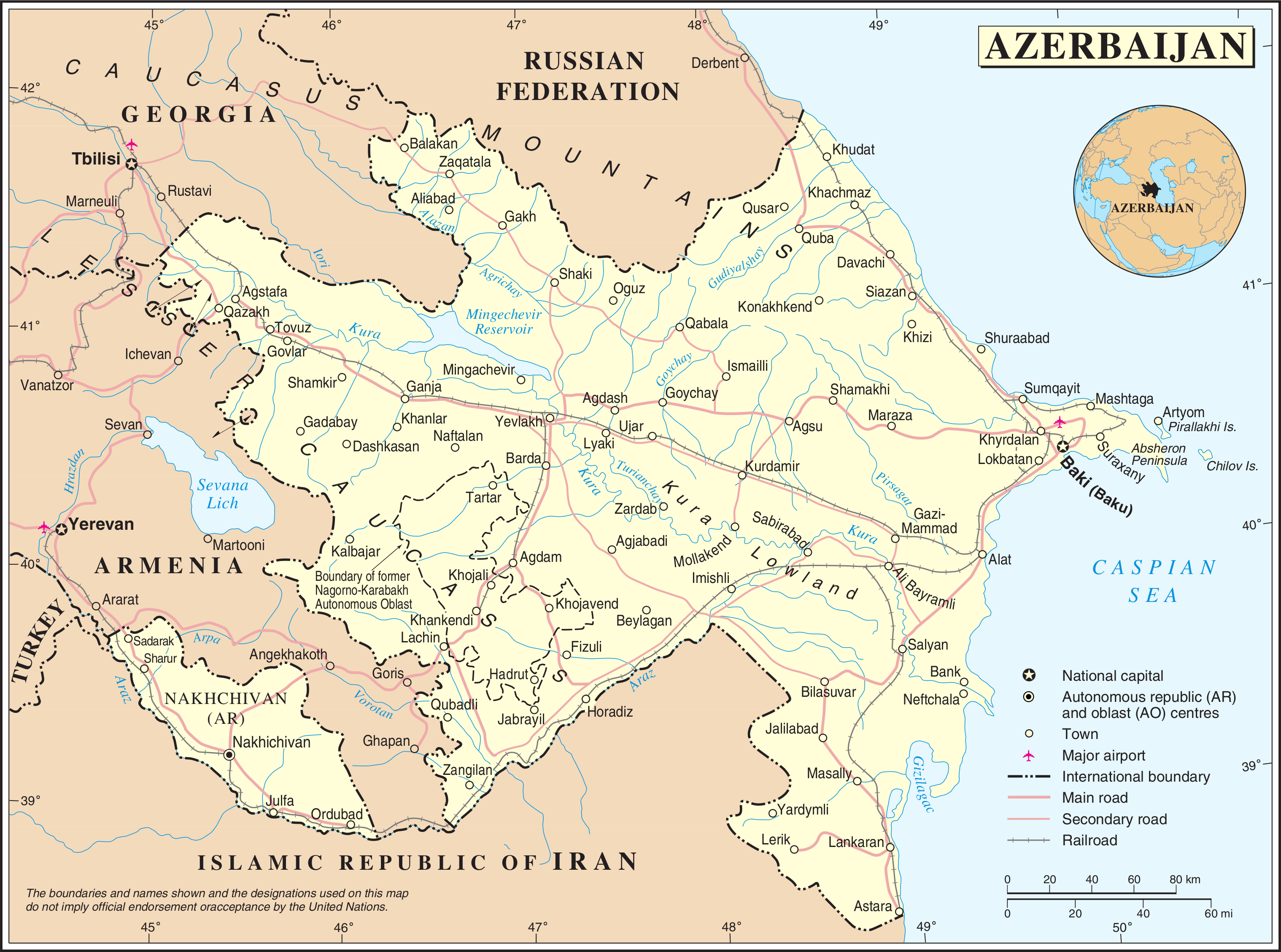
Карта Азербайджану від ООН (англ.)
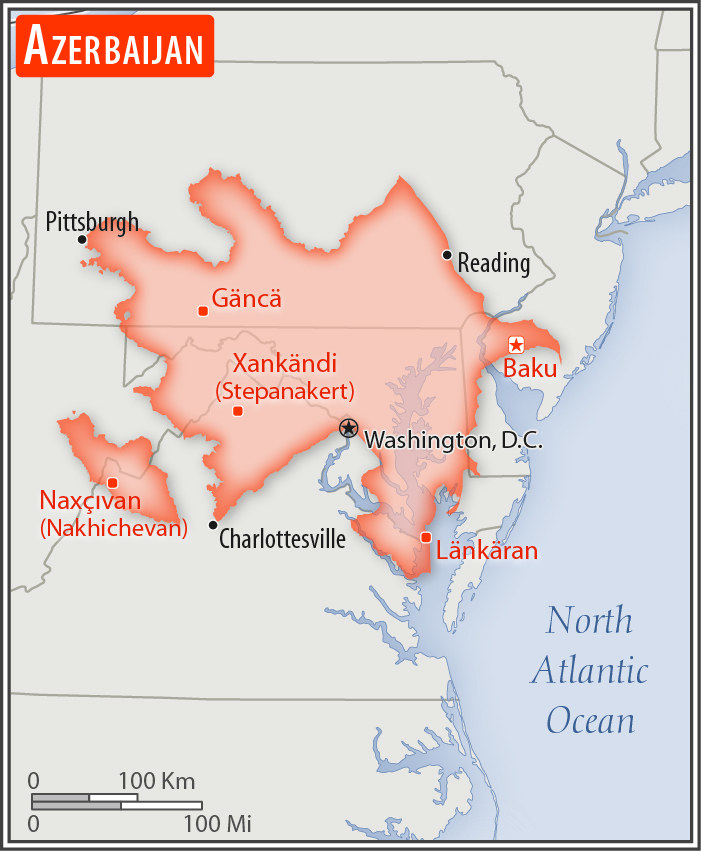
Порівняння розмірів території Азербайджану та США
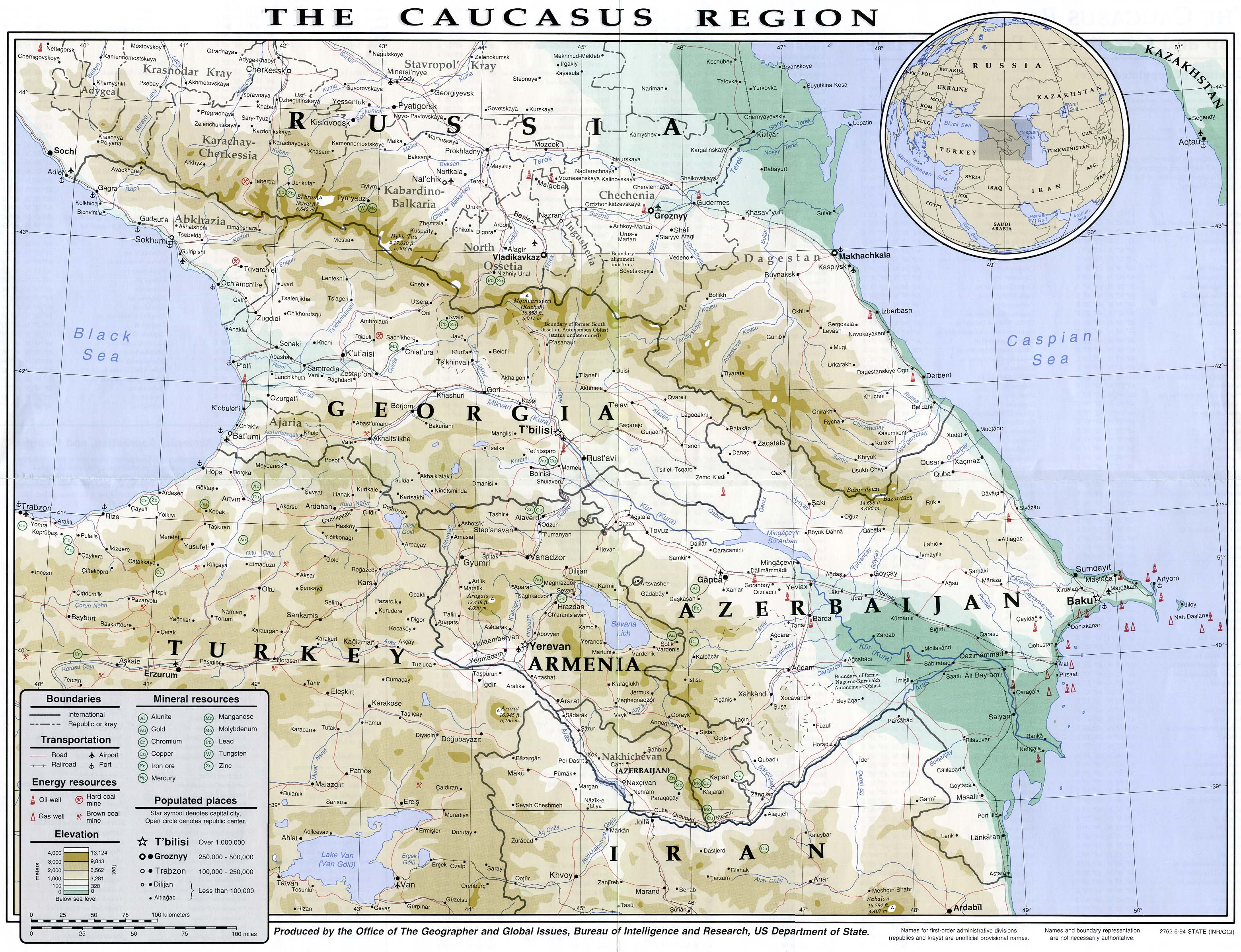
Південний Кавказ

### Час
Час у Азербайджані: UTC+4 (+2 години різниці часу з Києвом).

## Геологія

### Корисні копалини
Надра Азербайджану багаті на ряд корисних копалин: нафту, природний газ, залізну руду, кольорові метали, боксити.

## Рельєф
Азербайджан — гірська країна, де високі хребти і плоскогір'я поєднуються з рівнинами і низовинами. Приблизно 60 % всієї території займають гори, а 40 % — низовини (головним чином Кура-Араксинська низовина). Середні висоти — 384 м; найнижча точка — рівень вод Каспійського моря (-28 м); найвища точка — гора Базардюзю-Дагі (4485 м).

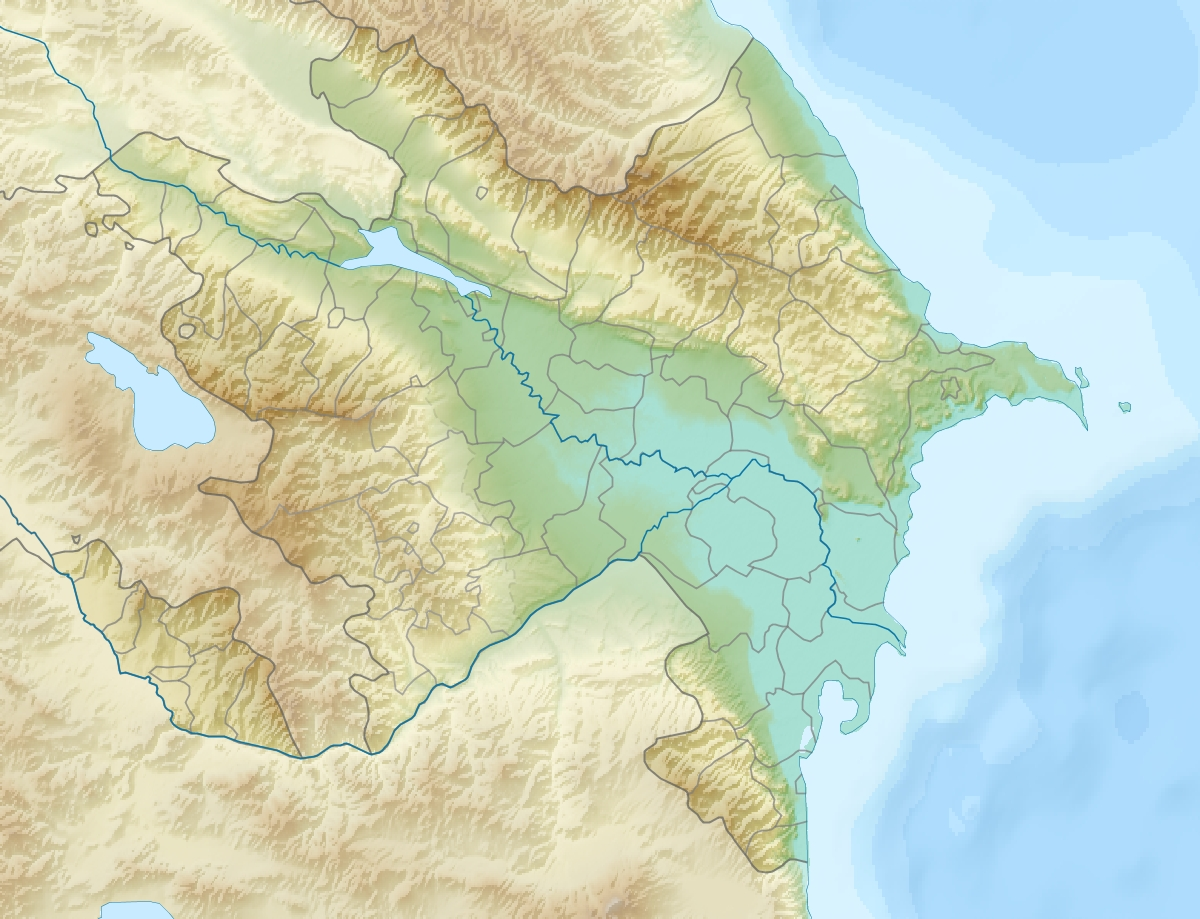
Рельєф Азербайджану
Топографічна карта Азербайджану (рос.)
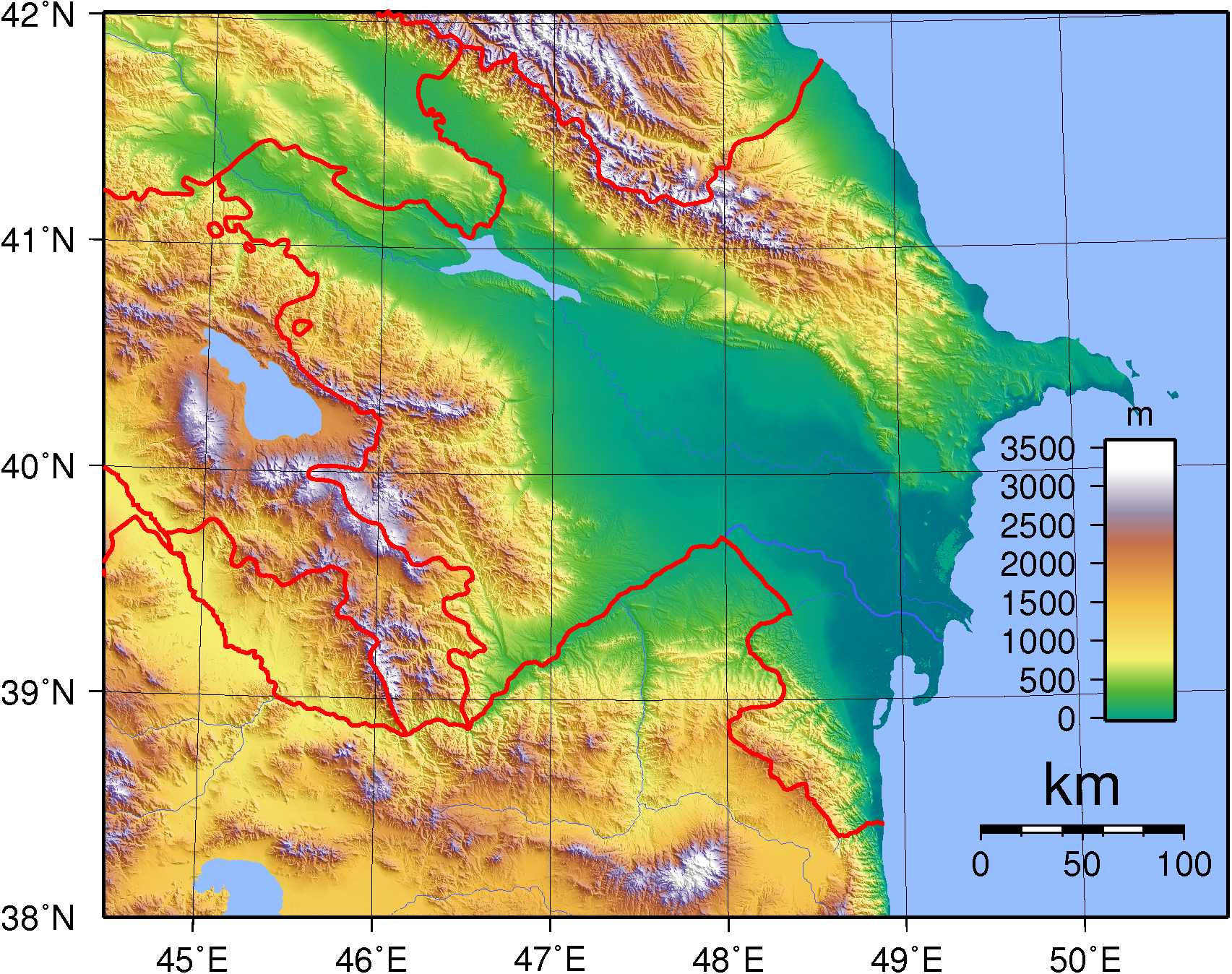
Рельєф Азербайджану
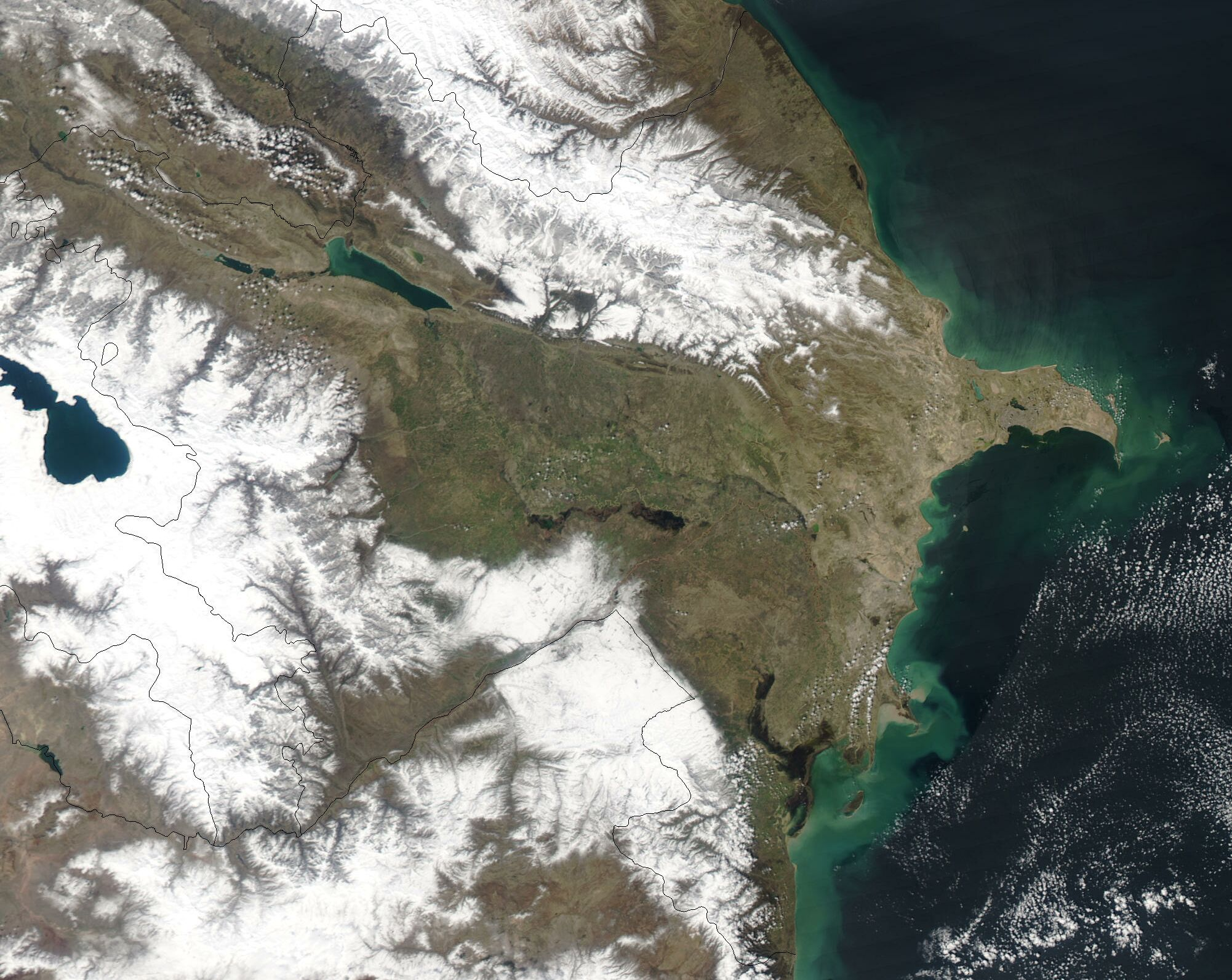
Супутниковий знімок поверхні країни
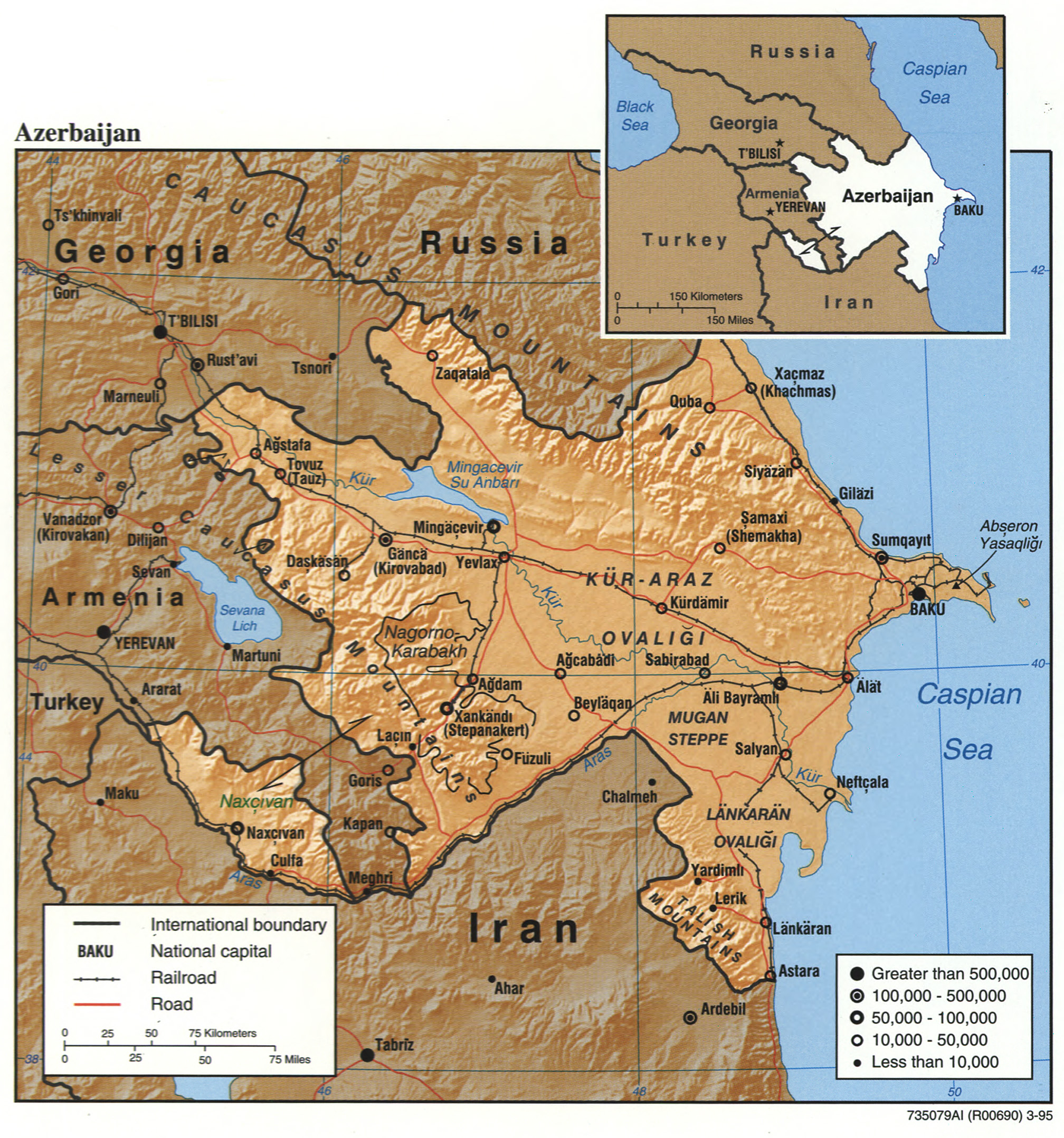
Карта країни (англ.)

У рельєфі виділяються 4 частини:

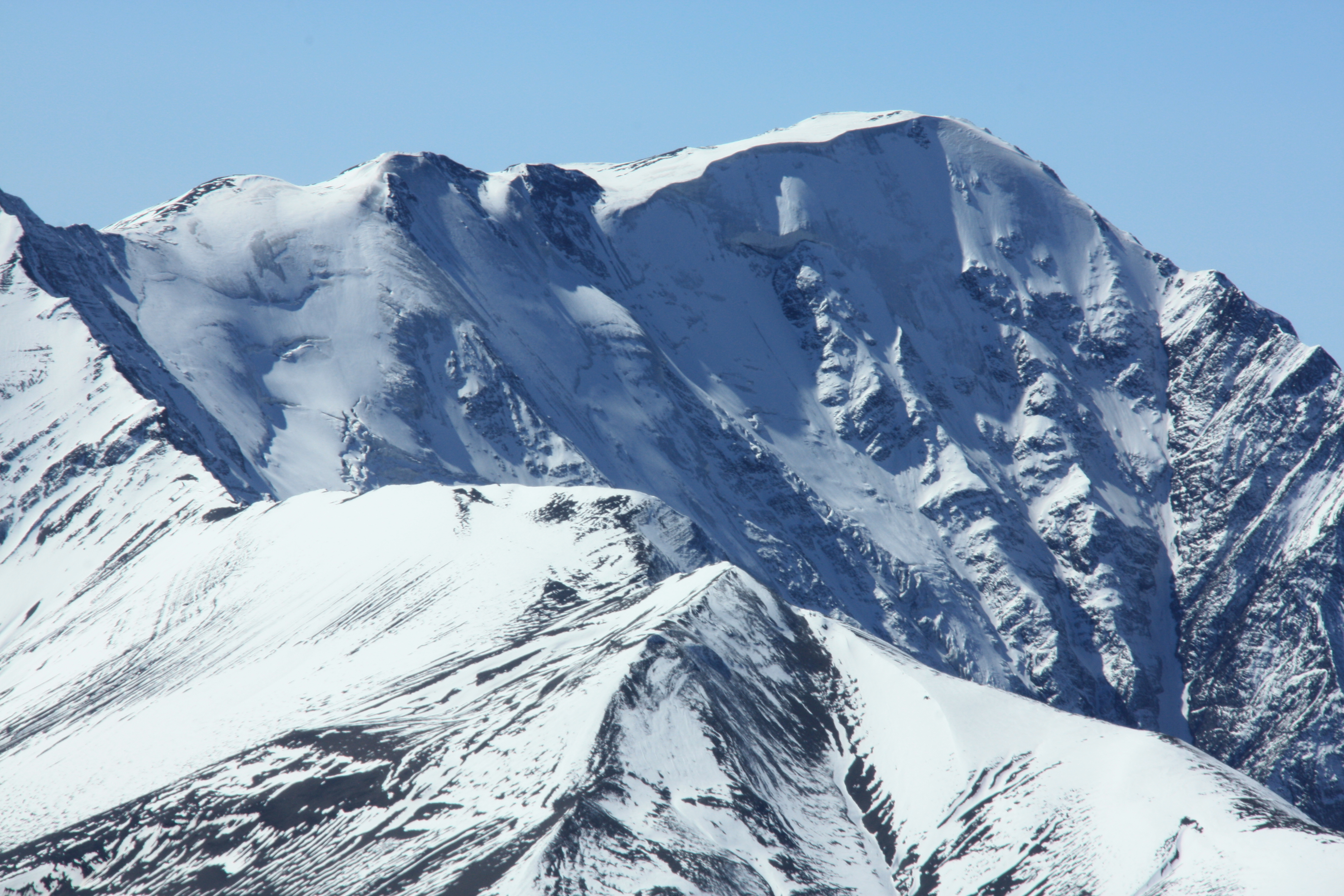
гірська система Великий Кавказу (гора Базардюзю, 4466 м);
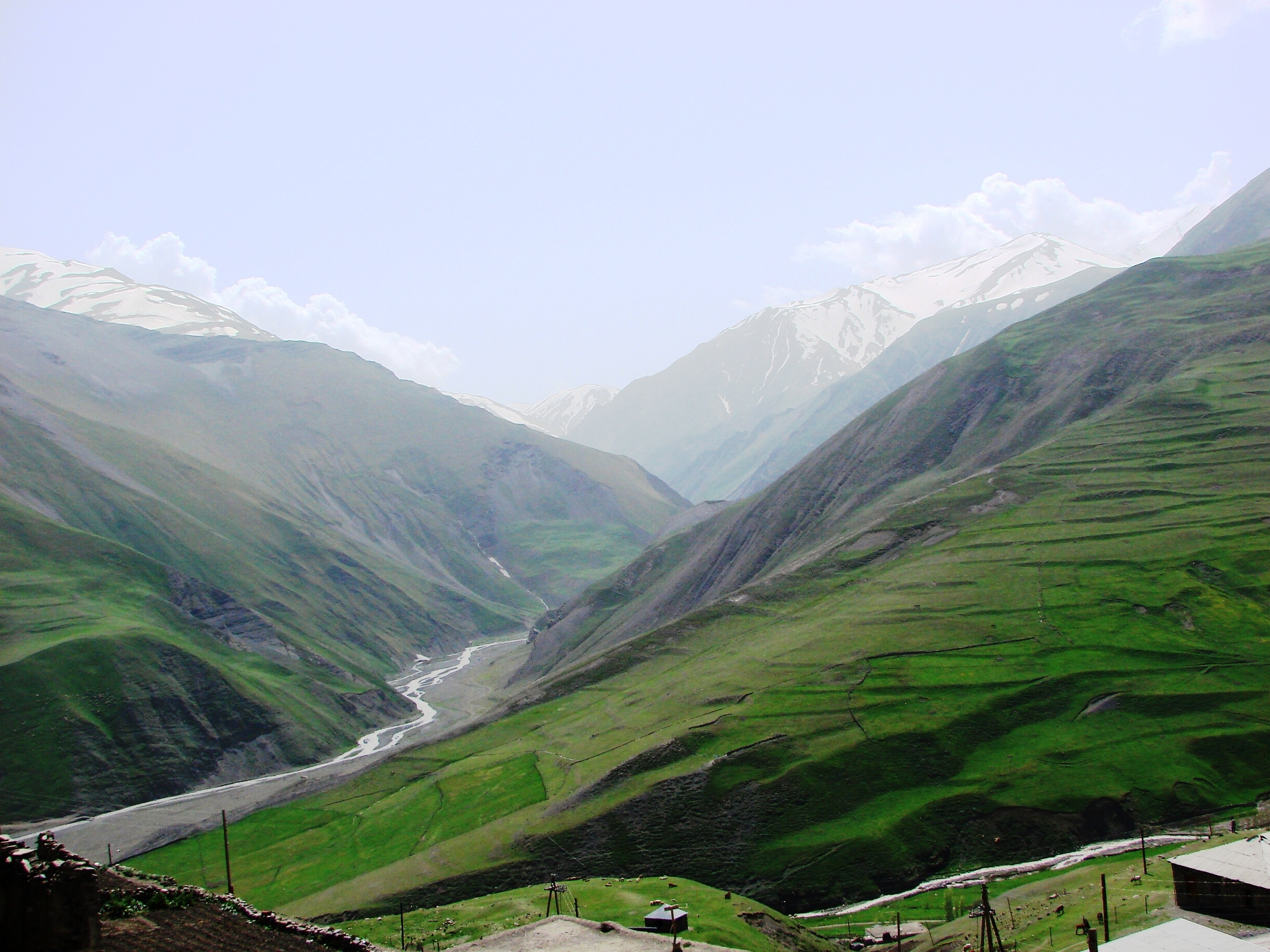
гірська система Малий Кавказу, що включає в себе Нахічеванську гірську область (гора Гямиш, 3724 м; гора Капиджиг, 3904 м);
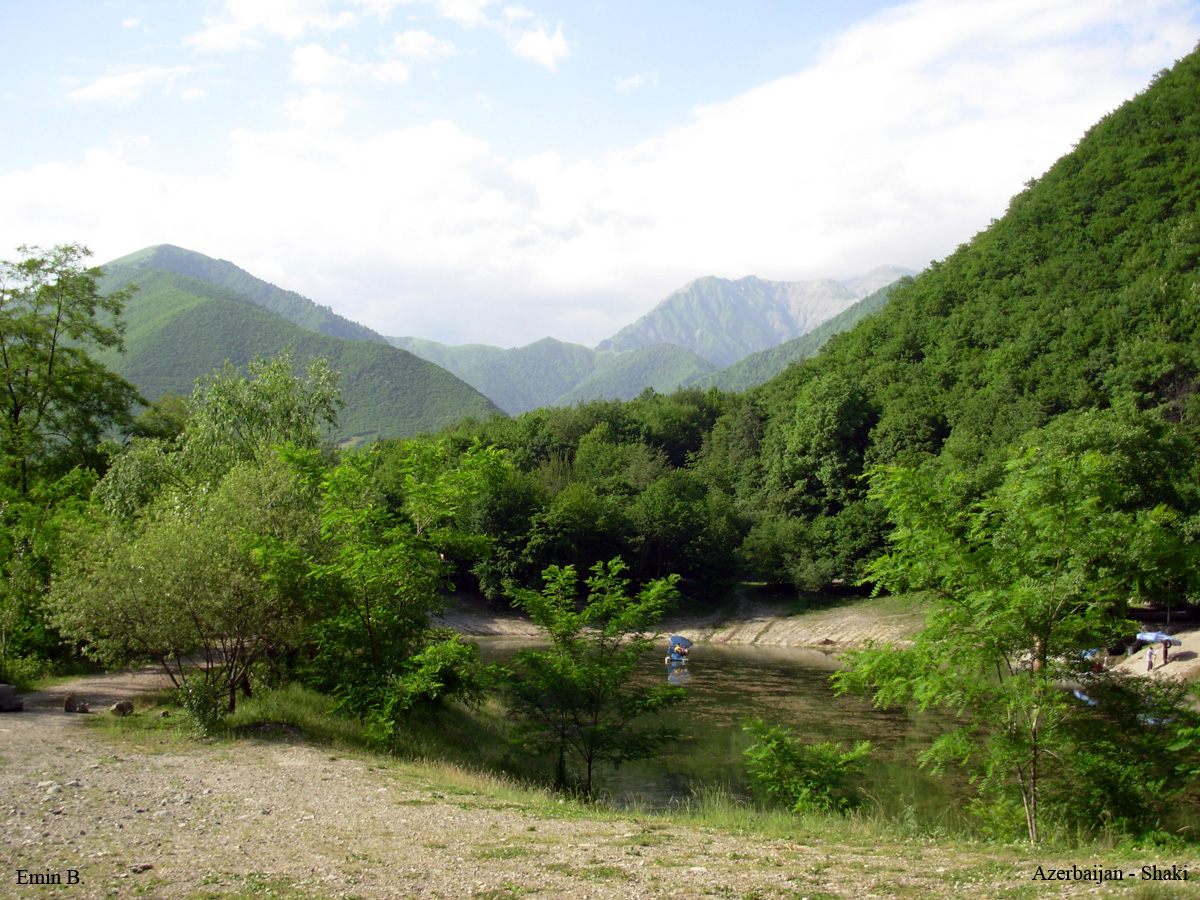
Ленкоранська гірська система (гора Кьомюркьой, 2477 м);
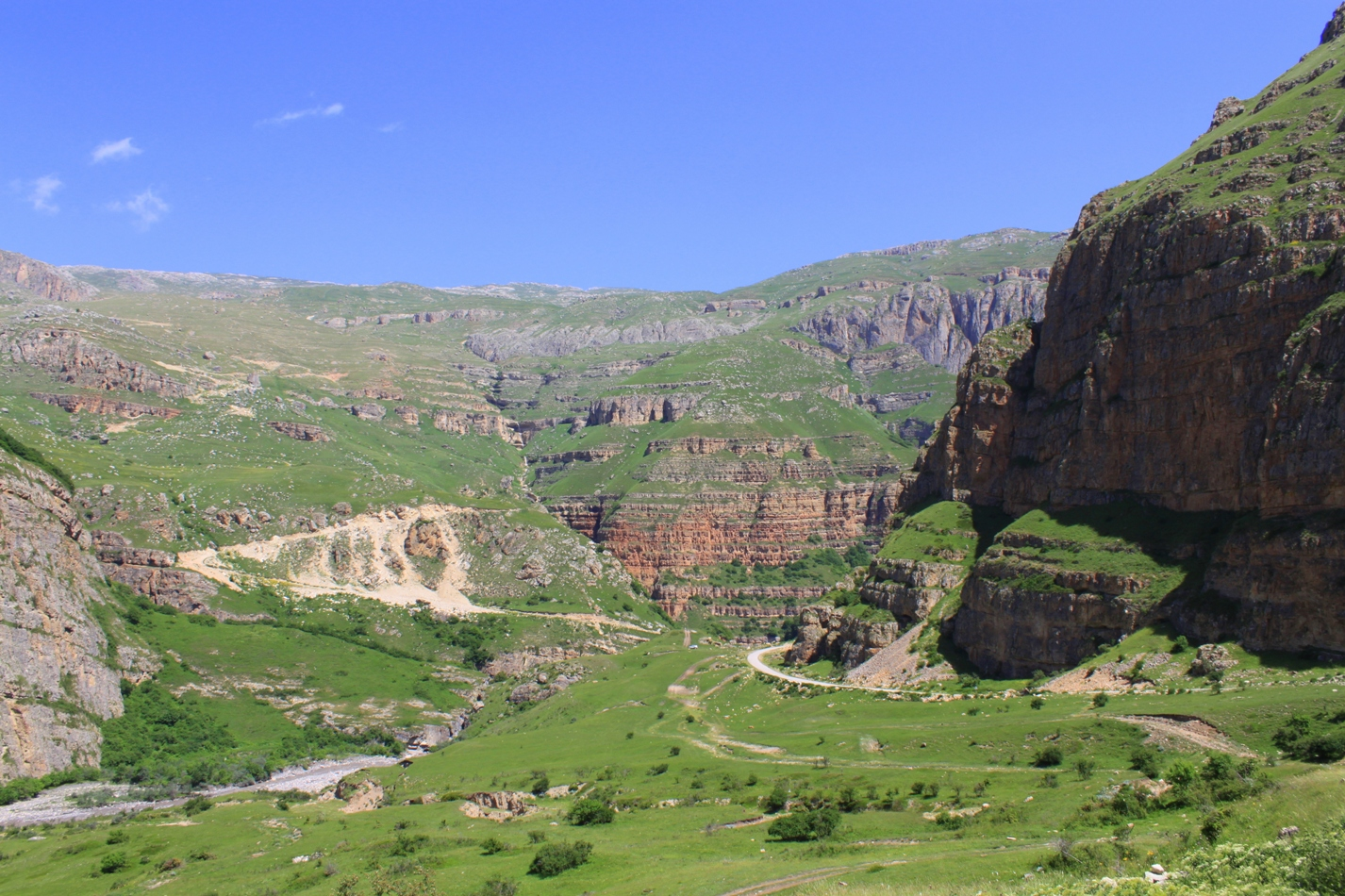
Кура-Араксинська низовина, розташована в центрі республіки, частина якої лежить нижче рівня океану (до −28 м).

- Гора Базардюзю
- Гора Хіналуг
- Район Шекі
- Район Куби

## Клімат
Територія Азербайджану лежить у субтропічному кліматичному поясі. Влітку переважають тропічні повітряні маси з ясною тихою антициклонічною погодою, взимку — помірні з похмурою дощовою досить вітряною циклонічною. Значні сезонні амплітуди температури повітря і розподілу атмосферних опадів, можливе випадіння снігу.

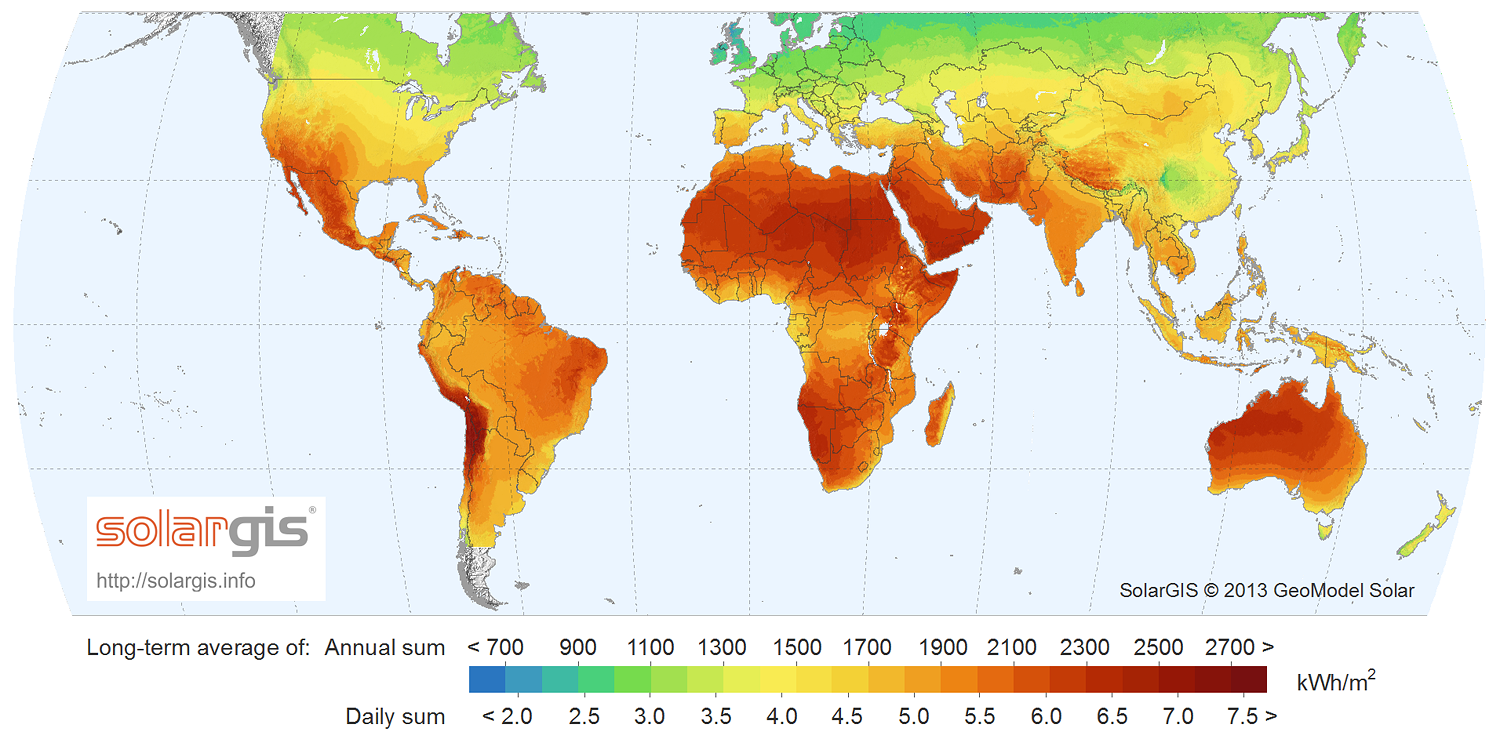
Сонячна радіація (англ.)
Кліматична карта Азербайджану (за Кеппеном)

- На південному сході, поблизу узбережжя Каспійського моря — район вологих субтропіків.
- На Куро-Араксинській низовині — сухий субтропічний (січень +1 °C, липень +26 °C; опадів 200—400 мм на рік);
- На Ленкоранській низовині — вологий субтропічний, з опадами 1 400—1 700 мм;
- У передгірських і гірських районах — помірний, помірно холодний і холодний (пересічна температура січня від 0 °C до —10 °C; липня — від +20 °C до +10 °C і нижче, опадів — від 400 до 1 300 мм).

Азербайджан є членом Всесвітньої метеорологічної організації (WMO), в країні ведуться систематичні спостереження за погодою.

## Внутрішні води
Загальні запаси відновлюваних водних ресурсів (ґрунтові і поверхневі прісні води) становлять 34,68 км³. Станом на 2012 рік в країні налічувалось 14,277 тис. км² зрошуваних земель.

Гідрографічна мережа АзербайджануГідрографічна мережа Азербайджану
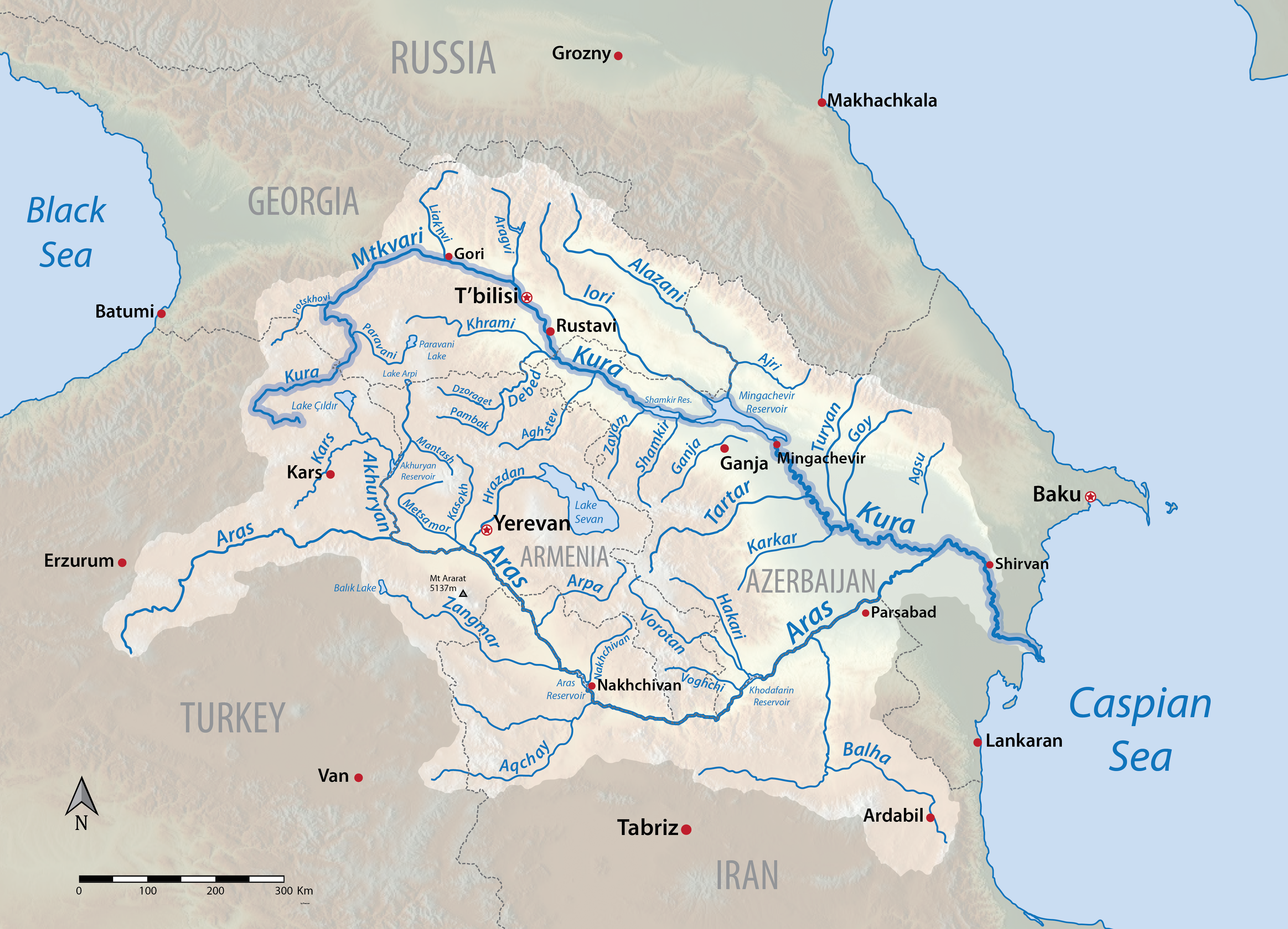
Сточище Кури
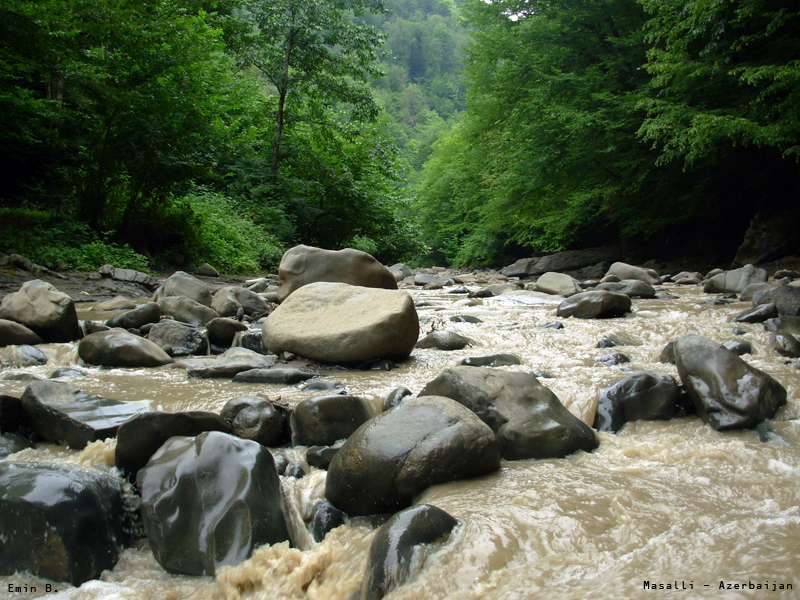
Гірська річка
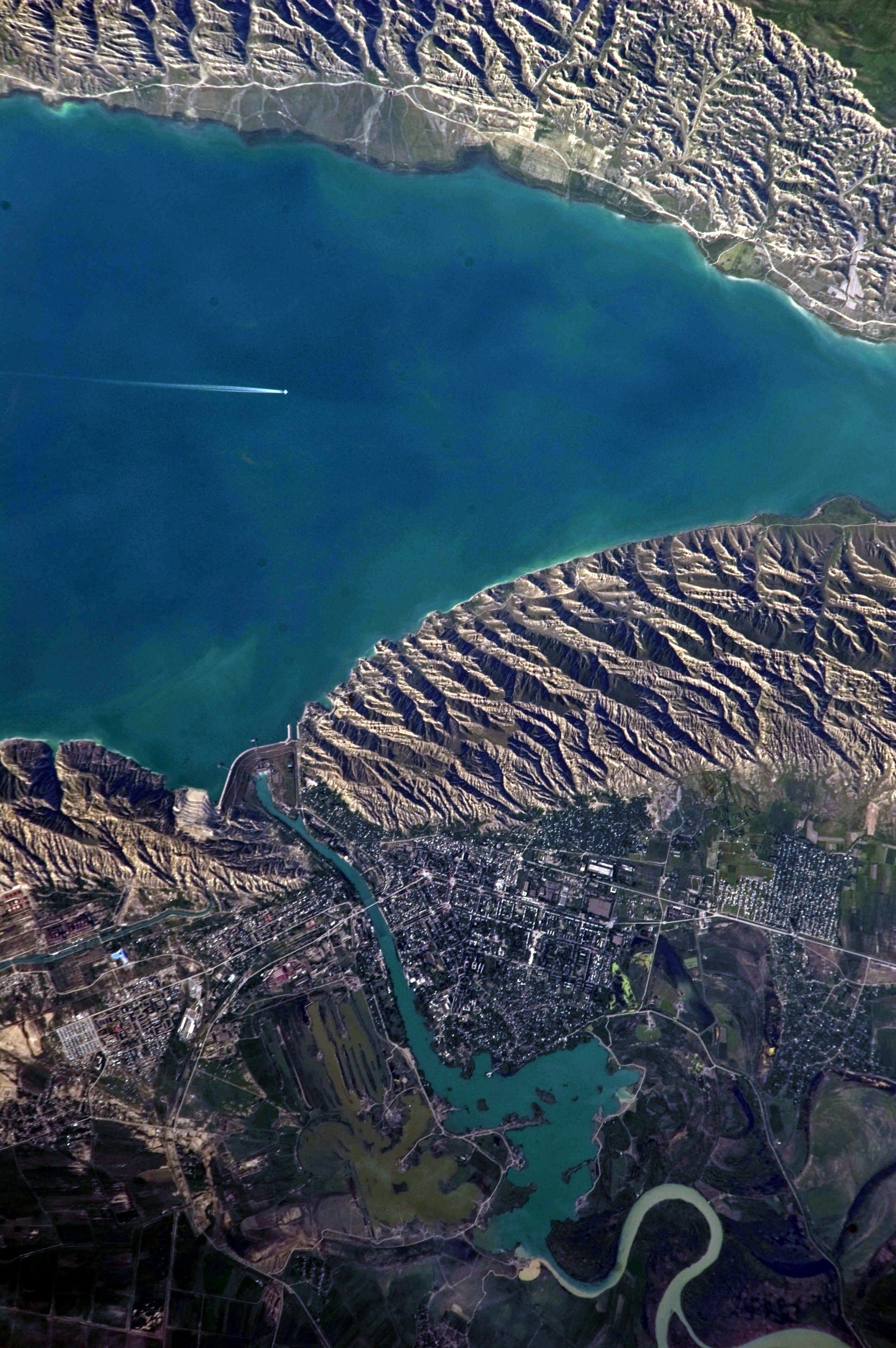
Водосховище Мінгечаур

### Річки
Річки країни належать безстічній області Каспійського моря. Азербайджан є країною малих гірських річок (понад 1000). Більшість річок Азербайджану належать басейну Кури.

### Озера
У Азербайджані налічується приблизно 250 озер, найбільші з них — озеро Хаджікабюль (16 км²) і озеро Беюкшор (10 км²).

## Ґрунти
Ґрунти Азербайджану різноманітні. В низовинах переважно сіроземи й лучні ґрунти, солончаки з напівпустельною та степовою рослинністю, вище, до 500 м, — каштанові; на схилах гір, до 2 000—2 200 м, — бурі гірськолісові з широколистяними лісами (бук, граб, дуб). Вище 2 000—2 200 м — гірськолучні ґрунти й субальпійські та альпійські луки, яйлаги — літні пасовища. На Ленкоранській низовині жовтоземні субтропічні ґрунти, які використовують для вирощування чаю, цитрусових та ін.

## Рослинність
В Азербайджані налічується понад 400 видів дерев і чагарників. Особливо розвинута лісова рослинність на південних схилах Головного Кавказького хребта. На схилах Талишу район вологих субтропіків. У широколистяних лісах зустрічаються релікти третинного часу (залізне дерево, дуб каштанолистий, дзелква, шовкова акація та ін.).

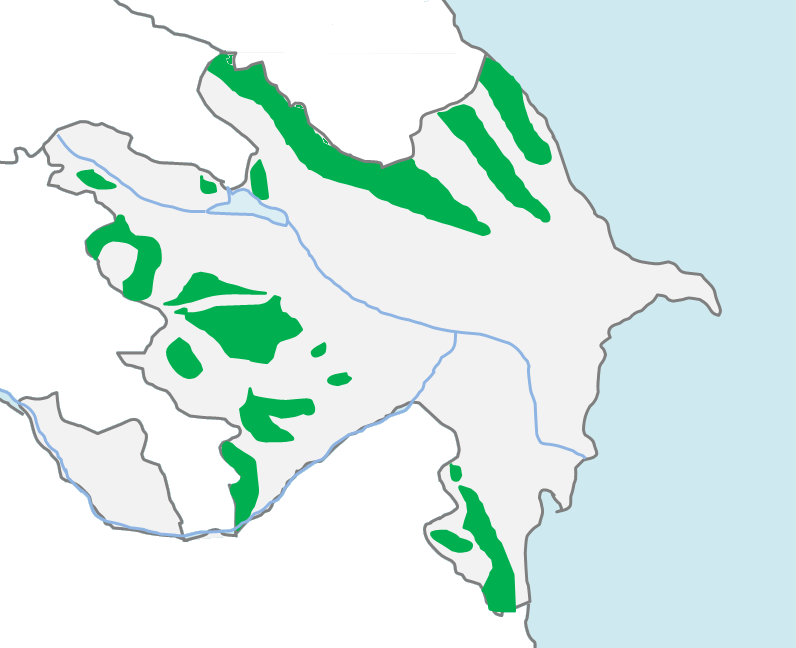
Карта лісових масивів Азербайджану

Земельні ресурси Азербайджану (оцінка 2011 року):
- придатні для сільськогосподарського обробітку землі — 57,6 %,
  - орні землі — 22,8 %,
  - багаторічні насадження — 2,7 %,
  - землі, що постійно використовуються під пасовища — 32,1 %;
- землі, зайняті лісами і чагарниками — 11,3 %;
- інше — 31,1 %[1].

## Тваринний світ
У зоогеографічному відношенні територія країни лежить на межі Європейської лісової провінції Циркумбореальної підобласті і Сахаро-Аравійської провінції Середземноморської підобласті Голарктичної області.

## Охорона природи
Азербайджан є учасником ряду міжнародних угод з охорони навколишнього середовища:
- Конвенції про транскордонне забруднення повітря (CLRTAP),
- Конвенції про біологічне різноманіття (CBD),
- Рамкової конвенції ООН про зміну клімату (UNFCCC),
- Кіотського протоколу до Рамкової конвенції,
- Конвенції ООН про боротьбу з опустелюванням (UNCCD),
- Конвенції про міжнародну торгівлю видами дикої фауни і флори, що перебувають під загрозою зникнення (CITES),
- Базельської конвенції протидії транскордонному переміщенню небезпечних відходів,
- Лондонської конвенції про запобігання забрудненню моря скиданням відходів,
- Монреальського протоколу з охорони озонового шару,
- Міжнародної конвенції запобігання забрудненню з суден (MARPOL),
- Рамсарської конвенції із захисту водно-болотних угідь[11].

## Стихійні лиха та екологічні проблеми
На території країни спостерігаються небезпечні природні явища і стихійні лиха: посухи.

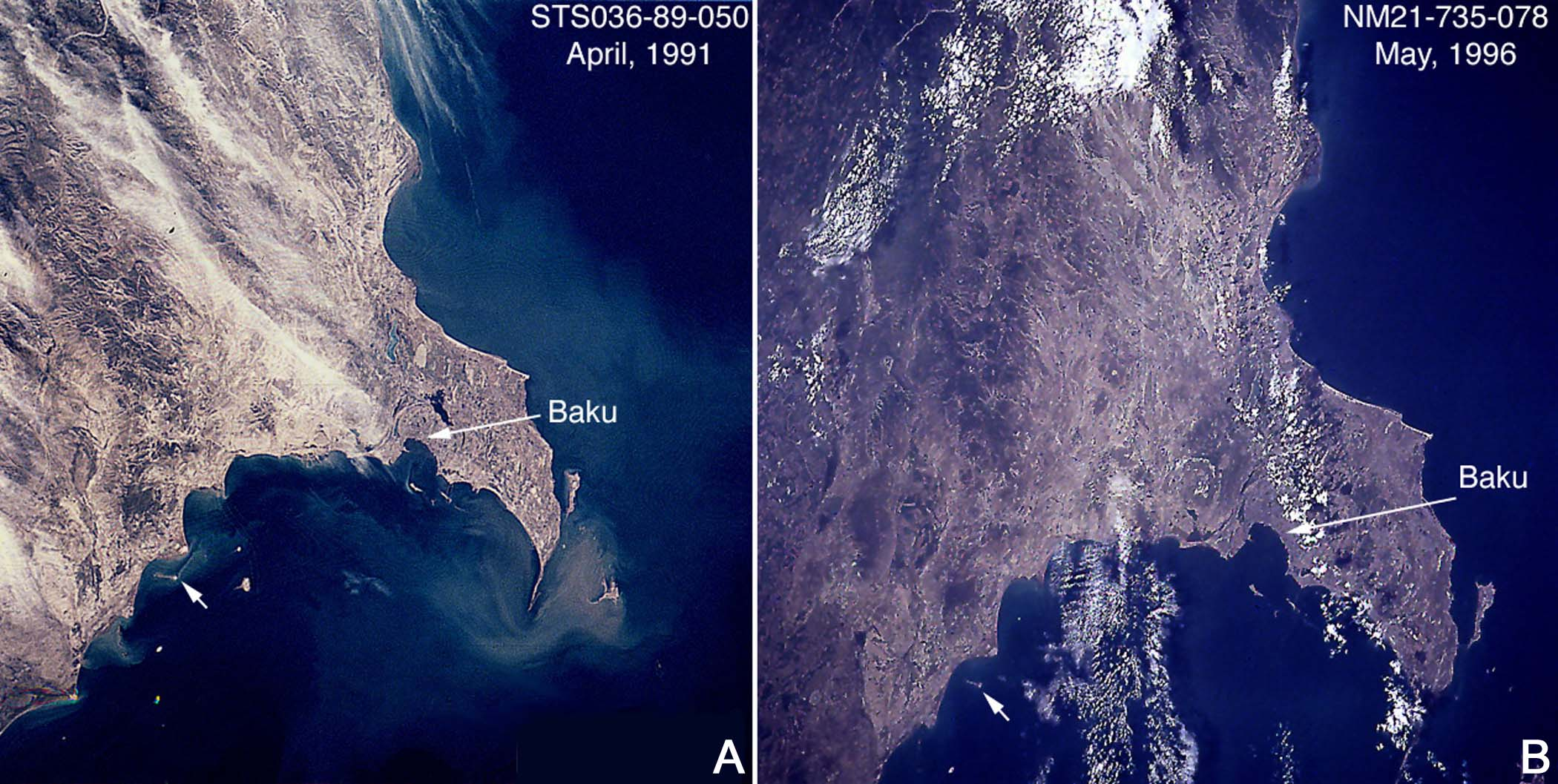
Підвищення рівня Каспійського моря, 1991-1996 роки

Серед екологічних проблем варто відзначити:
- екологічну катастрофу Апшеронського півострова, на якому розташовані такі великі міста, як Сумгаїт і Баку, внаслідок більш ніж сторічної інтенсивної експлуатації нафтових ресурсів, що призвела до забруднення вод Каспійського моря і водоносних горизонтів, ґрунтів, повітря;
- забруднення ґрунтів продуктами нафтопереробки, пестицидами (ДДТ) і дефоліантами, що використовувались при вирощуванні бавовнику.

## Фізико-географічне районування
У фізико-географічному відношенні територію Азербайджану можна розділити на _ райони, що відрізняються один від одного рельєфом, кліматом, рослинним покривом: .

### Українською
- Атлас світу / голов. ред. І. С. Руденко ; зав. ред. В. В. Радченко ; відп. ред. О. В. Вакуленко. — К. : ДНВП «Картографія», 2005. — 336 с. — ISBN 9666315467.
- Атлас. 7 клас. Географія материків і океанів / Укладачі О. Я. Скуратович, Н. І. Чанцева. — К. : ДНВП «Картографія», 2014.
- Бєлозоров С. Т. Географія материків. — К. : Вища школа, 1971. — 371 с.
- Барановська О. В. Фізична географія материків і океанів : навч. посіб. для студентів ВНЗ : [у 2 ч.]. — Н. : Ніжинський державний університет ім. Миколи Гоголя, 2013. — 306 с. — ISBN 978-617-527-106-3.
- Азербайджан // Гірничий енциклопедичний словник : [у 3-х тт.] / за ред. В. С. Білецького. — Д. : Східний видавничий дім, 2004. — Т. 3. — 752 с. — ISBN 966-7804-78-X.
- Дубович І. А. Країнознавчий словник-довідник. — 5-те вид., перероб. і доп. — К. : Знання, 2008. — 839 с. — ISBN 978-966-346-330-8.
- Панасенко Б. Д. Фізична географія материків : навч. посіб. : в 2 ч. — В. : ЕкоБізнесЦентр, 1999. — 200 с.
- Фізична географія материків та океанів : підруч. для студ. вищ. навч. закл. : у 2 т / за ред. П. Г. Шищенка. — К. : Видавництво Київського нац. ун-т ім. Т. Шевченка, 2009. — Т. 1. : Азія. — 643 с. — ISBN 978-966-439-257-7.
- Юрківський В. М. Регіональна економічна і соціальна географія. Зарубіжні країни: Підручник. — 2-ге. — К. : Либідь, 2001. — 416 с. — ISBN 966-06-0092-5.

### Англійською
- (англ.) Graham Bateman. The Encyclopedia of World Geography. — Andromeda, 2002. — 288 с. — ISBN 1871869587.

### Російською
- (рос.) Авакян А. Б., Салтанкин В. П., Шарапов В. А. Водохранилища. — М. : Мысль, 1987. — 326 с. — (Природа мира)
- (рос.) Алисов Б. П., Берлин И. А., Михель В. М. Курс климатологии [в 3-х тт.] / под. ред. Е. С. Рубинштейна. — Л. : Гидрометиздат, 1954. — Т. 3. Климаты земного шара. — 320 с.
- (рос.) Апродов В. А. Вулканы. — М. : Мысль, 1982. — 368 с. — (Природа мира)
- (рос.) Апродов В. А. Зоны землетрясений. — М. : Мысль, 2010. — 462 с. — (Природа мира) — ISBN 978-5-244-01122-7.
- (рос.) Бабаев А. Г., Зонн И. С., Дроздов Н. Н., Фрейкин З. Г. Пустыни. — М.  : Мысль, 1986. — 320 с. — (Природа мира)
- (рос.) Букштынов А. Д., Грошев Б. И., Крылов Г. В. Леса. — М. : Мысль, 1981. — 316 с. — (Природа мира)
- (рос.) Власова Т. В. Физическая география материков. С прилегающими частями океанов. Евразия, Северная Америка. — 4-е, перераб. — М. : Просвещение, 1986. — 417 с.
- (рос.) Гвоздецкий Н. А. Карст. — М. : Мысль, 1981. — 214 с. — (Природа мира)
- (рос.) Гвоздецкий Н. А., Голубчиков Ю. Н. Горы. — М. : Мысль, 1987. — 400 с. — (Природа мира)
- (рос.) Долгушин Л. Д., Осипова Г. Б. Ледники. — М. : Мысль, 1989. — 448 с. — (Природа мира) — ISBN 5-244-00315-1.
- (рос.) Географический энциклопедический словарь: географические названия / под. ред. А. Ф. Трёшникова. — 2-е изд., доп. — М. : Советская энциклопедия, 1989. — 585 с. — ISBN 5-85270-057-6.
- (рос.) Исаченко А. Г., Шляпников А. А. Ландшафты. — М. : Мысль, 1989. — 504 с. — (Природа мира) — ISBN 5-244-00177-9.
- (рос.) Каплин П. А., Леонтьев О. К., Лукьянова С. А., Никифоров Л. Г. Берега. — М. : Мысль, 1991. — 480 с. — (Природа мира) — ISBN 5-244-00449-2.
- (рос.) Словарь современных географических названий / под общей редакцией акад. В. М. Котлякова. — Екатеринбург : У-Фактория, 2006.
- (рос.) Литвин В. М., Лымарев В. И. Острова. — М. : Мысль, 2010. — 288 с. — (Природа мира) — ISBN 978-5-244-01129-6.
- (рос.) Лобова Е. В., Хабаров А. В. Почвы. — М. : Мысль, 1983. — 304 с. — (Природа мира)
- (рос.) Максаковский В. П. Географическая картина мира. Книга I: Общая характеристика мира. — М. : Дрофа, 2008. — 495 с. — ISBN 978-5-358-05275-8.
- (рос.) Максаковский В. П. Географическая картина мира. Книга II: Региональная характеристика мира. — М. : Дрофа, 2009. — 480 с. — ISBN 978-5-358-06280-1.
- (рос.) Азербайджан // Поспелов Е. М. Топонимический словарь. — М. : АСТ, 2005. — 229 с. — ISBN 5-17-016407-6.
- (рос.) Пфеффер П. Азия. — М. : Прогресс, 1982. — 316 с. — (Континенты, на которых мы живем)
- (рос.) География / под ред. проф. А. П. Горкина. — М. : Росмэн-Пресс, 2006. — 624 с. — (Современная иллюстрированная энциклопедия) — ISBN 5-353-02443-5.
- (рос.) Физико-географический атлас мира. — М. : Академия наук СССР и Главное управление геодезии и картографии ГУГК СССР, 1964. — 298 с.
- (рос.) Энциклопедия стран мира / глав. ред. Н. А. Симония. — М. : НПО «Экономика» РАН, отделение общественных наук, 2004. — 1319 с. — ISBN 5-282-02318-0.